# Saint-Romain (Puy-de-Dôme)
Saint-Romain è un comune francese di 241 abitanti situato nel dipartimento del Puy-de-Dôme nella regione dell'Alvernia-Rodano-Alpi.

## Società

### Evoluzione demografica
Abitanti censiti